# Ерік Вендт
Ерік Вендт  (англ. Erik Vendt, 9 січня 1981) — американський плавець, олімпійський медаліст.

## Виступи на Олімпіадах
| Олімпіада   | Дисципліна                             | Місце                 |
| ----------- | -------------------------------------- | --------------------- |
| Сідней 2000 | плавання на 1500 метрів вільним стилем | 6                     |
| Сідней 2000 | 400 метрів, комплексне плавання        | 2                     |
| Афіни 2004  | плавання на 1500 метрів вільним стилем | 16                    |
| Афіни 2004  | 400 метрів, комплексне плавання        | 2                     |
| Пекін 2008  | естафета 4 × 200 вільним стилем        | 1 (попередні запливи) |